# حیصه
حیصه (به عربی: الحیصة) یک روستا در سوریه است که در استان ادلب واقع شده‌است. حیصه ۲۷۲ نفر جمعیت دارد.